# Piz Corvatsch
Le piz Corvatsch () est un sommet des Alpes situé en Suisse.
Culminant à 3 451 m d'altitude, il se trouve dans la chaîne de la Bernina, dans le canton des Grisons, en Haute-Engadine. Sa voie d'accès se fait par le téléphérique Corvatsch Bergstation (3 303 m) ce qui rend son ascension facile car il n'y a que 148 mètres de dénivelé à parcourir, d'où l'absence de refuge sur cette montagne.

## Toponymie
Le piz Corvatsch doit son nom au Grand Corbeau qui, en romanche, est appelé corv.

## Géographie

### Situation
Le piz Corvatsch se trouve en territoire suisse dans le canton des Grisons, en Haute-Engadine. Il se situe entre le piz Murtèl, dont il est séparé par une arête rocheuse, et le piz Chapütschin, dont il est séparé par un col. Sur ses pentes septentrionales se situe le glacier Corvatsch qui descend jusqu'au col de Surlej (2 755 m).

### Climat
| Mois                              | jan.  | fév.  | mars  | avril | mai  | juin | jui. | août | sep. | oct. | nov.  | déc.  | année |
| --------------------------------- | ----- | ----- | ----- | ----- | ---- | ---- | ---- | ---- | ---- | ---- | ----- | ----- | ----- |
| Température minimale moyenne (°C) | −14,9 | −15,1 | −14,2 | −11,3 | −7   | −3,8 | −1,2 | −1,1 | −2,8 | −5,5 | −10,9 | −13,7 | −8,5  |
| Température moyenne (°C)          | −12,4 | −12,7 | −11,5 | −8,8  | −4,5 | −1,4 | 1,3  | 1,3  | −0,5 | −3,4 | −8,7  | −11,1 | −6    |
| Température maximale moyenne (°C) | −9,2  | −9,9  | −8,9  | −6,8  | −2,7 | 0,5  | 3,4  | 3,8  | 1,9  | −1   | −5,9  | −8,3  | −3,6  |
| Précipitations (mm)               | 47    | 45    | 57    | 64    | 92   | 99   | 90   | 99   | 83   | 63   | 66    | 45    | 850   |

### Géologie
La chaîne de la Bernina et le piz Corvatsch se sont élevés lors de l'orogenèse alpine. À cet endroit deux plaques tectoniques sont en collision : la plaque eurasienne au nord et la plaque adriatique au sud. La chaîne de la Bernina se trouve au nord de la ligne insubrienne, c'est-à-dire qu'elle est du côté eurasien de la ligne de contact entre les deux plaques tectoniques. Cependant la collision de ces plaques est complexe et a formé des nappes. La plaque eurasienne se sépare en deux (croûte supérieure et croûte inférieure), la plaque adriatique passant entre les deux. Une nappe, telle la chaîne de la Bernina, est un fragment des morceaux de la plaque adriatique que la croûte supérieure de la plaque eurasienne a arraché à celle-ci. La chaîne de la Bernina est donc constituée de roches de la plaque adriatique tout en étant sur la plaque eurasienne.
Les roches constituant le massif et le piz Corvatsch sont des roches de la croûte et du manteau de la plaque adriatique. Le massif en général, en particulier le piz Corvatsch et le piz Palü sont composés de granites.

### Panorama
La vue depuis le sommet du piz Corvatsch est de 360° et permet d'observer toute la chaîne de la Bernina et la totalité de la Haute-Engadine.

## Histoire
- 1850 : Première du piz Corvatsch par Johann Coaz et son équipe de topographes.
- 1898 : Philip Mark et Claudio Saratz réussissent la première du piz Corvatsch à ski.
- 1950 : Planification d'un téléphérique menant à 3 303 m d'altitude.
- 1963 : Un téléphérique aérien et deux téléskis sont ouverts sur la montagne.
- Après 1963 : Le domaine skiable est étendu et les pistes de ski sont modernisées ; ainsi la station se développe sur les pentes de la montagne.

## Activités

### Alpinisme
Le piz Corvatsch est un sommet facile d'accès, avec des passages neigeux et parfois du mixte. Cette course est parfaite pour débuter l'alpinisme car aucune difficulté technique n'est présente et le dénivelé est très faible grâce au téléphérique qui dépose les alpinistes à 3 303 m d'altitude.
Il existe une autre voie pour atteindre le piz Corvatsch, celle que Johann Coaz a prise : elle part du col de Surlej (2 756 m), où est installé un refuge, puis monte sur le glacier Corvatsch pour atteindre le piz Murtel avant de rejoindre la voie normale qui continue sur une arête rocheuse.

### Domaine skiable
Le domaine skiable de Corvatsch-Furtschellas appartient à la commune de Silvaplana. Trois télésièges, onze téléskis et deux téléphériques sont présents sur les pentes du piz Corvatsch et permettent de monter jusqu'à 3 303 m d'altitude.

### Tourisme
À la sortie du téléphérique, un restaurant avec terrasse permet de se restaurer et de bénéficier de la même vue que depuis le sommet du piz Corvatsch.